# Прусе
Прусе (пол. Prusie) — село в Польщі, у гміні Горинець-Здруй Любачівського повіту Підкарпатського воєводства.
Населення — 71 особа (2011).

## Історія
Село Прісся належало до Равського повіту. На 01.01.1939 в селі проживало 580 мешканців, з них 530 українців-грекокатоликів, 40 поляків, 5 євреїв і 5 німців.
У 1975-1998 роках село належало до Перемишльського воєводства.

## Демографія
Демографічна структура станом на 31 березня 2011 року:
|          | Загалом | Допрацездатний вік | Працездатний вік | Постпрацездатний вік |
| -------- | ------- | ------------------ | ---------------- | -------------------- |
| Чоловіки | 37      | 7                  | 20               | 10                   |
| Жінки    | 34      | 7                  | 14               | 13                   |
| Разом    | 71      | 14                 | 34               | 23                   |